# Љавозеро
Љавозеро (рус. Лявозеро) слатководно је језеро ледничког порекла смештено у северном делу Мурманске области, на крајњем северозападу европског дела Руске Федерације. Језеро се налази у северном делу Кољског полуострва, а административно припада Ловозерском рејону. Из њега отиче река Харловка преко које је језеро повезано са басеном Баренцовог мора чија обала се налази неких 65 километара северније. Површина језера се налази на надморској висини од 217 метара.
Језеро се храни углавном од падавина, како од кишнице тако и топљењем снега. Карактеришу га јако разуђене обале.
Језеро је издужено у правцу север-југ у дужини од 17 километара, док је највећа ширина у северном делу и износи 4,2 км. Површина језерске акваторије је 38,2 км² и 18. је језеро по површини у Мурманској области. Севрна и западна обала језера су јако ниске и веома замочварене, док је источна обала сува и обрасла брезовим шумама. Западно од језера, те на његовим источним обалама налазе се лежишта злата са максималним количинама овог метала од 0,6 гр/т руде.
На површини језера налази се неколико мањих и ниских острва. На обалама језера не налази се ни једно насељено место.